# Hwang Bo-reum-byeol
Hwang Bo-reum-byeol (en hangul, 황보름별), es una actriz surcoreana.

## Biografía
Asistió al departamento de lengua y literatura coreanas de la Universidad de Yeungnam.

## Carrera
Es miembro de la agencia SM Entertainment (SM C&C, 에스엠엔터테인먼트). Previamente formó parte de la agencia Mystic Story (미스틱스토리).
Es la ganadora del 89.º concurso de belleza Miss Chunhyang de 2019.
El 22 de abril de 2020 se unió al elenco principal de la serie web The World of My 17, donde dio vida a Im Yoo-na (también conocida como "A Girl’s World"), la amiga de la infancia de Oh Na-ri (Arin) y un estudiante que no soporta a la gente falsa, hasta el final de la serie el 29 de mayo del mismo año.
El 24 de noviembre del mismo año se unió al elenco principal de la serie School 2021, donde interpretó a Kang Seo-young, una joven estudiante que se está preparando para presentar el examen de ingreso a la universidad.
En 2022 se unirá al elenco de la serie Dear.M, donde dará vida a Choi Ro-sa, la vice-capitana del equipo de animadoras de la Universidad de Seoyeon.

## Filmografía

### Series de televisión
| Año     | Título                       | Personaje               | Notas                     | Ref.         |
| ------- | ---------------------------- | ----------------------- | ------------------------- | ------------ |
| 2021-22 | School 2021                  | Kang Seo-young          | 16 episodios              | [ 7 ]        |
| 2022    | Treinta y nueve              | Estudiante de actuación | Aparición especial, ep. 3 |              |
| 2022    | Dear.M                       | Choi Ro-sa              |                           |              |
| 2023    | La pensión romántica secreta | Ban-ya                  |                           | [ 8 ]        |
| 2023-24 | Maestra: Strings of Truth    | Lee Ru-na               |                           | [ 9 ] [ 10 ] |
| 2025    | ¡Oh, mis clientes fantasmas! | Eun-young               |                           | [ 11 ]       |

### Series web
| Año     | Título                              | Personaje      | Notas            | Ref.   |
| ------- | ----------------------------------- | -------------- | ---------------- | ------ |
| 2020    | The World of My 17 (A Girl’s World) | Im Yoo-na      | 12 episodios     | [ 12 ] |
| 2020-21 | Can I Step In? (들어가도될까요)     | Alex Soo-kyung | 10 episodios     |        |
| 2021    | So Not Worth It                     | Ji-eun         | Invitada, ep. 11 |        |
| 2021-22 | The World of My 17 Season 2         | Im Yoo-na      |                  | [ 13 ] |

### Películas
| Año  | Título                 | Personaje           | Notas                                        |
| ---- | ---------------------- | ------------------- | -------------------------------------------- |
| 2020 | Departure, Sun         | Sony                | junto a Park Ho-san y Kim Gi-cheon - (corto) |
| 2024 | Invasión, insurrección | Esposa de Jong-ryeo |                                              |

### Revistas / sesiones fotográficas
| Año  | Título        | Notas |
| ---- | ------------- | ----- |
| 2019 | ARENA         |       |
| -    | UNIV tomorrow |       |

## Premios y nominaciones
| Año  | Premios          | Categoría               | Trabajo     | Resultado |
| ---- | ---------------- | ----------------------- | ----------- | --------- |
| 2021 | KBS Drama Awards | Mejor actriz revelación | School 2021 | Nominada  |